# Policzone dni
Policzone dni (hiszp. Días contados) – hiszpański thriller z 1994 roku w reżyserii Imanola Uribe, zrealizowany na podstawie powieści Juana Madrida. Zdjęcia kręcono w Madrycie i Grenadzie.

## Obsada
- Carmelo Gómez - Antonio
- Ruth Gabriel - Charo
- Javier Bardem - Lisardo
- Karra Elejalde - Rafa
- Candela Peña - Vanessa
- Elvira Mínguez - Lourdes
- Pepón Nieto - Ugarte
- Joseba Apaolaza - Carlos
- Chacho Carreras - Portugués
- Pedro Casablanc - Alfredo
- Raquel Sanchís - Rosa
- David Pinilla - Matías

## Fabuła
Antonio 30-letni mężczyzna jest członkiem ETA. Razem z dwoma wspólnikami planuje atak na posterunek policji. Jego plan jest zagrożony, gdy wdaje się w romans z 18-letnią Charo - narkomanką.

## Nagrody i nominacje
Nagrody Goya 1995
- Najlepszy film
- Najlepsza reżyseria - Imanol Uribe
- Najlepszy scenariusz adaptowany - Imanol Uribe
- Najlepsza charakteryzacja i fruzyry - Romana González, Josefa Morales
- Najlepsze efekty specjalne - Reyes Abades
- Najlepszy montaż - Teresa Font
- Najlepszy aktor - Carmelo Gómez
- Najlepszy aktor drugoplanowy - Javier Bardem
- Najlepszy debiutująca aktorka - Ruth Gabriel
- Najlepsze zdjęcia - Javier Aguirresarobe (nominacja)
- Najlepsza scenografia - Félix Murcia (nominacja)
- Najlepsze kostiumy - Helena Sanchis (nominacja)
- Najlepszy dźwięk - Gilles Ortion, John Hayward (nominacja)
- Najlepsze kierownictwo produkcji - Andrés Santana (nominacja)
- Najlepsza aktorka - Ruth Gabriel (nominacja)
- Najlepsza aktorka drugoplanowa - Candela Peña (nominacja)
- Najlepszy debiutujący aktor - Pepón Nieto (nominacja)
- Najlepsza debiutująca aktorka - Candela Peña (nominacja)
- Najlepsza debiutująca aktorka - Elvira Mínguez (nominacja)